# Bengt Olson
Pour les articles homonymes, voir Olson.
Bengt Olson, né le 22 juin 1930 à Kristinehamn, est un artiste peintre suédois. 
De 1948 à 1952, il est l'élève de Endre Nemes à l'École d'Art Valand (Göteborg). En 1952-1953, il est l'élève de Fernand Léger à Paris. Depuis 1960, il vit et travaille à Paris.
Sous le titre Portrait d'un ami, il publie en 1963 une étude sur le peintre Leif Knudsen.
En 1989, le Musée d'Art de Göteborg organise une très importante rétrospective de ses œuvres.
Il est représenté au Nationalmuseum à Stockholm.
Réalise de nombreuses œuvres monumentales en France et en Suède, notamment la façade du tunnel d'entrée de l'autoroute de Normandie à Saint-Cloud, la façade du Palais de justice de Créteil.

## Œuvres
- grand hall de la Préfecture du Val-de-Marne à Créteil
- patinoire de la Défense
- entrée du tunnel de Saint-Cloud